# Mistrzostwa Europy w Lekkoatletyce 2018 – skok o tyczce mężczyzn
Skok o tyczce mężczyzn – jedna z konkurencji technicznych rozgrywanych podczas lekkoatletycznych mistrzostw Europy na Stadionie Olimpijskim w Berlinie.
Tytułu mistrzowskiego z 2016 nie obronił Robert Sobera.

## Terminarz
| Data        | Godzina |              |
| ----------- | ------- | ------------ |
| 10 sierpnia | 10:30   | Kwalifikacje |
| 12 sierpnia | 19:10   | Finał        |

## Rekordy
Tabela prezentuje rekord świata, rekord Europy, rekord mistrzostw Europy oraz najlepsze wyniki na listach światowych i europejskich w sezonie 2018 przed rozpoczęciem mistrzostw.
|                          | Zawodnik          | Wynik | Miejsce  | Data                  | Źródło |
| ------------------------ | ----------------- | ----- | -------- | --------------------- | ------ |
| Rekord świata            | Renaud Lavillenie | 6,16  | Donieck  | 15 lutego 2014(dts)   | [ 3 ]  |
| Rekord Europy            | Renaud Lavillenie | 6,16  | Donieck  | 15 lutego 2014(dts)   | [ 3 ]  |
| Rekord mistrzostw Europy | Rodion Gataullin  | 6,00  | Helsinki | 11 sierpnia 1994(dts) | [ 4 ]  |
| Listy światowe           | Sam Kendricks     | 5,96  | Paryż    | 30 czerwca 2018(dts)  | [ 5 ]  |
| Listy europejskie        | Renaud Lavillenie | 5,95  | Austin   | 14 kwietnia 2018(dts) | [ 6 ]  |

## Rezultaty

### Kwalifikacje
Awans: 5,66 m (Q) lub 12 najlepszych rezultatów (q).
Źródło: european-athletics.org.
| Pozycja | Grupa | Zawodnik                  | Państwo                            | 5,16 | 5,36 | 5,51 | 5,61 | 5,66 | Wynik | Uwagi |
| ------- | ----- | ------------------------- | ---------------------------------- | ---- | ---- | ---- | ---- | ---- | ----- | ----- |
| 1.      | A     | Axel Chapelle             | Francja                            | –    | o    | o    | o    |      | 5,61  | q     |
| 1.      | A     | Sondre Guttormsen         | Norwegia                           | –    | o    | o    | o    |      | 5,61  | q,    |
| 1.      | B     | Renaud Lavillenie         | Francja                            | –    | –    | o    | o    |      | 5,61  | q     |
| 1.      | B     | Piotr Lisek               | Polska                             | –    | o    | o    | o    |      | 5,61  | q     |
| 1.      | B     | Paweł Wojciechowski       | Polska                             | –    | o    | o    | o    |      | 5,61  | q     |
| 6.      | A     | Armand Duplantis          | Szwecja                            | –    | –    | xo   | o    |      | 5,61  | q     |
| 6.      | A     | Konstandinos Filipidis    | Grecja                             | –    | xo   | o    | o    |      | 5,61  | q     |
| 6.      | B     | Adam Hague                | Wielka Brytania                    | o    | xo   | o    | o    |      | 5,61  | q,    |
| 9.      | B     | Arnaud Art                | Belgia                             | xo   | o    | o    | xxo  |      | 5,61  | q     |
| 9.      | A     | Timur Morgunow            | Autoryzowani lekkoatleci neutralni | –    | o    | xo   | xxo  |      | 5,61  | q     |
| 11.     | A     | Alioune Sene              | Francja                            | o    | o    | o    | xxx  |      | 5,51  | q     |
| 11.     | B     | Claudio Stecchi           | Włochy                             | –    | o    | o    | xxx  |      | 5,51  | q     |
| 13.     | A     | Tommi Holttinen           | Finlandia                          | xo   | x–   | o    | xxx  |      | 5,51  | PB    |
| 13.     | B     | Torben Laidig             | Niemcy                             | xxo  | o    | o    | xxx  |      | 5,51  |       |
| 15.     | A     | Bo Kanda Lita Baehre      | Niemcy                             | o    | xo   | xxo  | xxx  |      | 5,51  |       |
| 16.     | A     | Władysław Małychin        | Ukraina                            | xxo  | o    | xxo  | xxx  |      | 5,51  |       |
| 17.     | B     | Eirik Greibrokk Dolve     | Norwegia                           | o    | o    | xxx  |      |      | 5,36  |       |
| 17.     | B     | Gieorgij Gorochow         | Autoryzowani lekkoatleci neutralni | –    | o    | xxx  |      |      | 5,36  |       |
| 17.     | A     | Urho Kujanpää             | Finlandia                          | o    | o    | xxx  |      |      | 5,36  |       |
| 17.     | A     | Charlie Myers             | Wielka Brytania                    | o    | o    | xxx  |      |      | 5,36  |       |
| 17.     | B     | Tomas Wecksten            | Finlandia                          | o    | o    | xxx  |      |      | 5,36  |       |
| 22.     | B     | Mareks Ārents             | Łotwa                              | xo   | o    | xxx  |      |      | 5,36  |       |
| 22.     | B     | Ivan Horvat               | Chorwacja                          | xo   | o    | xxx  |      |      | 5,36  |       |
| 22.     | B     | Nikandros Stilianu        | Cypr                               | xo   | o    | xxx  |      |      | 5,36  |       |
| 25.     | B     | Uładzisłau Czamarmazowicz | Białoruś                           | o    | xo   | xxx  |      |      | 5,36  |       |
| 25.     | B     | Diogo Ferreira            | Portugalia                         | o    | xo   | xxx  |      |      | 5,36  |       |
| 25.     | A     | Jan Kudlička              | Czechy                             | –    | xo   | xxx  |      |      | 5,36  |       |
| 25.     | A     | Robert Sobera             | Polska                             | –    | xo   | xxx  |      |      | 5,36  |       |
| 29.     | B     | Didac Salas               | Hiszpania                          | xxo  | xo   | xxx  |      |      | 5,36  |       |
| 30.     | A     | Dominik Alberto           | Szwajcaria                         | xo   | xxx  |      |      |      | 5,16  |       |
| 31.     | A     | Rutger Koppelaar          | Holandia                           | xxo  | xxx  |      |      |      | 5,16  |       |
| 32 !    | A     | Ben Broeders              | Belgia                             | xxx  |      |      |      |      | NM    |       |
| 32 !    | B     | Raphael Holzdeppe         | Niemcy                             | –    | –    | xxx  |      |      | NM    |       |
| 32 !    | A     | Ilja Mudrow               | Autoryzowani lekkoatleci neutralni | –    | xxx  |      |      |      | NM    |       |
| 32 !    | B     | Melker Svärd Jacobsson    | Szwecja                            | –    | –    | xxx  |      |      | NM    |       |
| 32 !    | A     | Adrián Vallés             | Hiszpania                          | xxx  |      |      |      |      | NM    |       |

### Finał
Źródło: european-athletics.org.
| Pozycja | Zawodnik               | Państwo                            | 5,30 | 5,50 | 5,65 | 5,75 | 5,80 | 5,85 | 5,90 | 5,95 | 6,00 | 6,05 | 6,10 | Wynik | Uwagi |
| ------- | ---------------------- | ---------------------------------- | ---- | ---- | ---- | ---- | ---- | ---- | ---- | ---- | ---- | ---- | ---- | ----- | ----- |
| 01 !    | Armand Duplantis       | Szwecja                            | –    | o    | o    | –    | xo   | o    | o    | o    | o    | o    | r    | 6,05  | WU20R |
| 02 !    | Timur Morgunow         | Autoryzowani lekkoatleci neutralni | –    | o    | o    | o    | –    | o    | o    | x–   | o    | xxx  |      | 6,00  | PB    |
| 03 !    | Renaud Lavillenie      | Francja                            | –    | –    | o    | –    | xx–  | o    | –    | o    | x–   | xx   |      | 5,95  | =     |
| 4.      | Piotr Lisek            | Polska                             | –    | o    | –    | o    | o    | x–   | o    | x–   | xx   |      |      | 5,90  | PB    |
| 5.      | Paweł Wojciechowski    | Polska                             | o    | o    | xo   | x–   | o    | x–   | –    | xx   |      |      |      | 5,80  | SB    |
| 6.      | Konstandinos Filipidis | Grecja                             | –    | o    | xo   | o    | xxx  |      |      |      |      |      |      | 5,75  |       |
| 6.      | Sondre Guttormsen      | Norwegia                           | o    | o    | xo   | o    | xx–  | x    |      |      |      |      |      | 5,75  | NR    |
| 8.      | Axel Chapelle          | Francja                            | –    | o    | o    | xxx  |      |      |      |      |      |      |      | 5,65  |       |
| 9.      | Arnaud Art             | Belgia                             | o    | xo   | o    | xxx  |      |      |      |      |      |      |      | 5,65  |       |
| 10.     | Adam Hague             | Wielka Brytania                    | o    | o    | xxo  | xxx  |      |      |      |      |      |      |      | 5,65  | PB    |
| 11.     | Claudio Stecchi        | Włochy                             | o    | o    | xxx  |      |      |      |      |      |      |      |      | 5,50  |       |
| 12.     | Alioune Sene           | Francja                            | xo   | xxx  |      |      |      |      |      |      |      |      |      | 5,30  |       |